# Raku

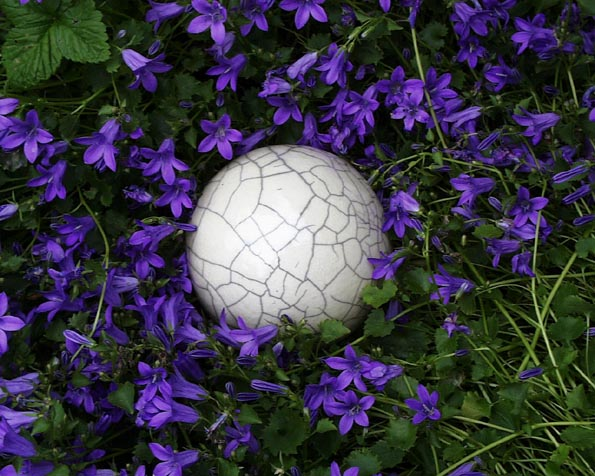
Craquelé-tuinornament

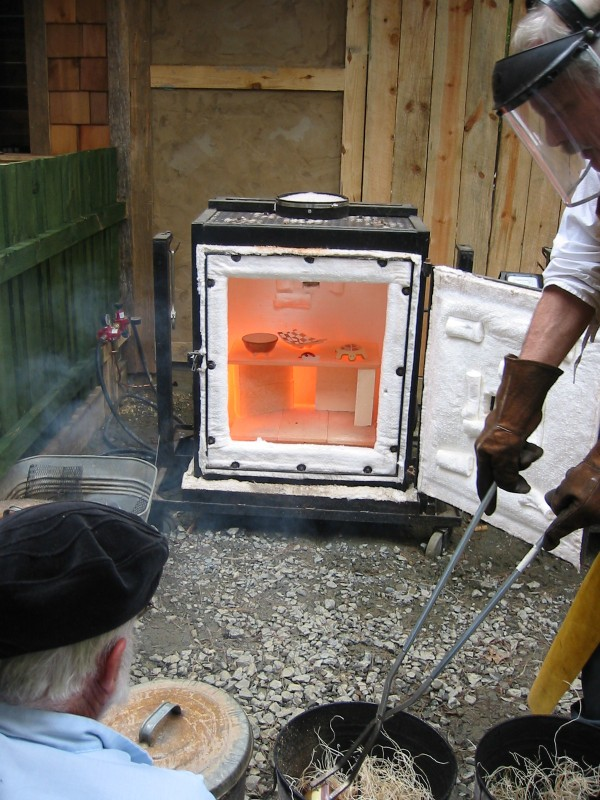
Raku werkzaamheden met oven en zaagselton

Raku stoken is een van oorsprong Japanse techniek waarbij het glazuur van een werkstuk (sterk) craqueleert. Het craquelé is zwart van kleur.

## Werkwijze
Eerst wordt een (gebakken) werkstuk geglazuurd. Daarna wordt het in bijvoorbeeld een hout- of gasoven zeer snel tot op een temperatuur van ca. 1000 °C gebracht. Het werkstuk wordt uit de oven gehaald en aan de buitenlucht blootgesteld. Door de snelle afkoeling gaat het glazuur craquelures vertonen. Vervolgens wordt het werkstuk in een zaagselton gelegd. Het zaagsel ontbrandt en veroorzaakt rook. De rook trekt in de craquelé.